# Mãe (telenovela)
Mãe é uma telenovela brasileira produzida pela extinta TV Excelsior e exibida de 1 de junho a 28 de agosto de 1964 no horário das 19h30, totalizando 65 capítulos. Foi escrita por Ciro Bassini, baseada em uma radionovela de Ghiaroni.
Essa novela, que levou para a telinha um texto que já fazia sucesso como radionovela, inaugurou na emissora o horário que se tornaria tradicional: 19h30.
Essa produção marca a estreia do cantor Agnaldo Rayol como ator. O projeto incluía Glória Menezes como protagonista, mas estava grávida e foi substituída por Lolita Rodrigues.

## Trama
Moça tem amor puro por um bom rapaz, mas seu pai a quer nos braços de outro. Alguns anos depois, o fruto desse amor puro recompensará, na velhice, os sofrimentos da mocidade.

## Elenco
| Ator/Atriz            | Personagem |
| --------------------- | ---------- |
| Lolita Rodrigues      | Maria      |
| Tarcísio Meira        | Betinho    |
| Ivan Mesquita         | Antonio    |
| Murilo Amorim Correa  | Acácio     |
| Maria Aparecida Alves | Adalgisa   |
| Agnaldo Rayol         | Gustavo    |
| Bentinho              |            |
| Márcia Real           |            |
| Canarinho             |            |